# Hebefilie
Hebefilie is de seksuele voorkeur van een volwassene voor puberende, jong-adolescente kinderen, grofweg jonge tieners van 11 tot 14 jaar oud. Het verschilt van pedofilie (de voorkeur voor pre-puberale kinderen) en efebofilie (de voorkeur voor post-puberale adolescenten), verwante chronofilieën. De term hebefilie verwijst uitsluitend naar een primaire of exclusieve seksuele voorkeur voor jonge adolescenten in de puberteit, niet naar eender welk niveau van seksuele aantrekking voor deze groep.
Het begrip is omstreden. Hoewel er voorstellen toe zijn gedaan, is hebefilie niet erkend als parafilie of psychische aandoening.